# God Dethroned
God Dethroned (englisch „entthronter Gott“) ist eine Death-Metal-Band aus den Niederlanden mit sehr wechselhafter Historie. Einzige Konstante ist ihr Gründer, Sänger und Gitarrist Henri Sattler. Die Band hat seit ihrer ersten Gründung 1990 insgesamt 12 Studio-Alben (Stand 2020) veröffentlicht, die fast alle bei Metal Blade Records erschienen.

## Geschichte
God Dethroned wurde 1990 vom damals 20-jährigen Henri Sattler gegründet. Nach einer Demoaufnahme veröffentlichten sie 1992 ihr Debütalbum The Christhunt. Nach Problemen mit den übrigen Bandmitgliedern und dem Plattenlabel löste Sattler die Band auf. Sattler gründete 1994 die Thrash-Metal-Band Ministry of Terror, verließ sie jedoch nach der Aufnahme des Albums Fall of Life und einer Europa-Tournee wieder und gründete God Dethroned mit anderen Mitgliedern neu. Nach der Veröffentlichung von The Grand Grimoire 1997 folgten erfolgreiche Tourneen unter anderem mit Cannibal Corpse, Morbid Angel, Immortal und Marduk und Auftritte auf großen Open Airs, wie dem Dynamo, dem Wacken und dem Summer Breeze.

Logo der Band von ca. 1997 bis 2017

In den Jahren 1999, 2000 und 2001 wurden die Alben Bloody Blasphemy, The Ancient Ones und Ravenous veröffentlicht. Nach zahlreichen Tourneen durch Europa und Amerika folgte 2003 ihr sechstes Album mit dem Titel Into the Lungs of Hell, mit dem ihnen der weltweite Durchbruch gelang. Im Sommer 2004 wurde God Dethroned für zahlreiche Festivals gebucht. Sie spielten unter anderen wieder auf dem Summer Breeze, dem With Full Force und am Vienna Metal Fest. Im Herbst 2004 veröffentlichte die Band das Album The Lair of the White Worm. Vor Beginn der Aufnahmen stießen Isaac Delahaye (Gitarre) und Henk Zinger (Bass) zur Band. 2006 folgte The Toxic Touch, ein Album, das Sattler rückblickend als „experimentell“ bezeichnete und an dem er nach eigenen Angaben wegen der schweren Krankheit seines Vaters einen unverhältnismäßig geringen Anteil hatte. Am 18. Oktober 2008 spielte Isaac Delahaye sein letztes Konzert mit God Dethroned auf dem Rekwi Festival und wechselte Anfang 2009 zu der niederländischen Symphonic-Metal-Band Epica.
Im gleichen Jahr wurde Passiondale, das erste von drei Konzeptalben über den Ersten Weltkrieg, unter Mitwirkung von Roel Sanders (Schlagzeug), der Bereits bei The Grand Grimoire mit von der Partie war, und Susan Gerl (Gitarre) veröffentlicht. Ende 2010 erfolgte die Veröffentlichung des Passiondale-Nachfolgers Under the Sign of the Iron Cross mit Michiel van der Plicht (Schlagzeug) und Danny Tunker (Gitarre) als neuen Bandmitgliedern.
Am 14. Februar 2011 teilte Sattler über den Blog der MySpace-Seite der Band mit, dass 2011 „das letzte Jahr“ der Band sein werde und dass es Zeit sei, sich „neuen Herausforderungen“ zu stellen. Der letzte Auftritt vor der erneuten Auflösung der Band fand schließlich am 26. Januar 2012 bei der 70000 Tons of Metal-Kreuzfahrt statt.
Aus dem Ende wurde jedoch nur eine Pause. Die „Reunion“ erfolgte mit der Teilnahme an der 2015er-Auflage von 70000 Tons... Für die Zeit danach kündigte Sattler an, dass der Kern der Band „nur aus Michiel und mir bestehen“ und sie wahrscheinlich lediglich „eine kleine Auswahl an Shows“ statt Auftritten an jedem Wochenende spielen würden. Am 5. Mai 2017 schlossen God Dethroned ihre Weltkriegstrilogie mit der Veröffentlichung des Albums The World Ablaze ab. Als weitere Bandmitglieder wirkten Mike Ferguson (Gitarre) und Jeroen Pomper (Bass) an diesem Werk mit.
Am 7. Februar 2020 erschien das bislang jüngste Studio-Album Illuminati, das sie inhaltlich „wieder zurück auf die dunkle Seite“ bringt, mit Themen wie Religion, Freimaurertum und Okkultismus, und das Sattler als das „bislang vielseitigste Album“ der Band beschreibt. An Illuminati waren neben Sattler und van der Plicht ebenfalls wieder Jeroen Pomper und Mike Ferguson beteiligt sowie Dave Meester, der, wie van der Plicht, vormals bei Apophys spielte und den noch vor Fertigstellung des Albums scheidenden Ferguson an der Gitarre ersetzte.
2021 gab Schlagzeuger Michiel van der Pflicht seinen Ausstieg bekannt, um sich auf seine Arbeit als unabhängiger Musiker zu konzentrieren. Er wurde durch Frank Schilperoort ersetzt.

## Aktuelles Line-up

Live auf dem With Full Force 2018
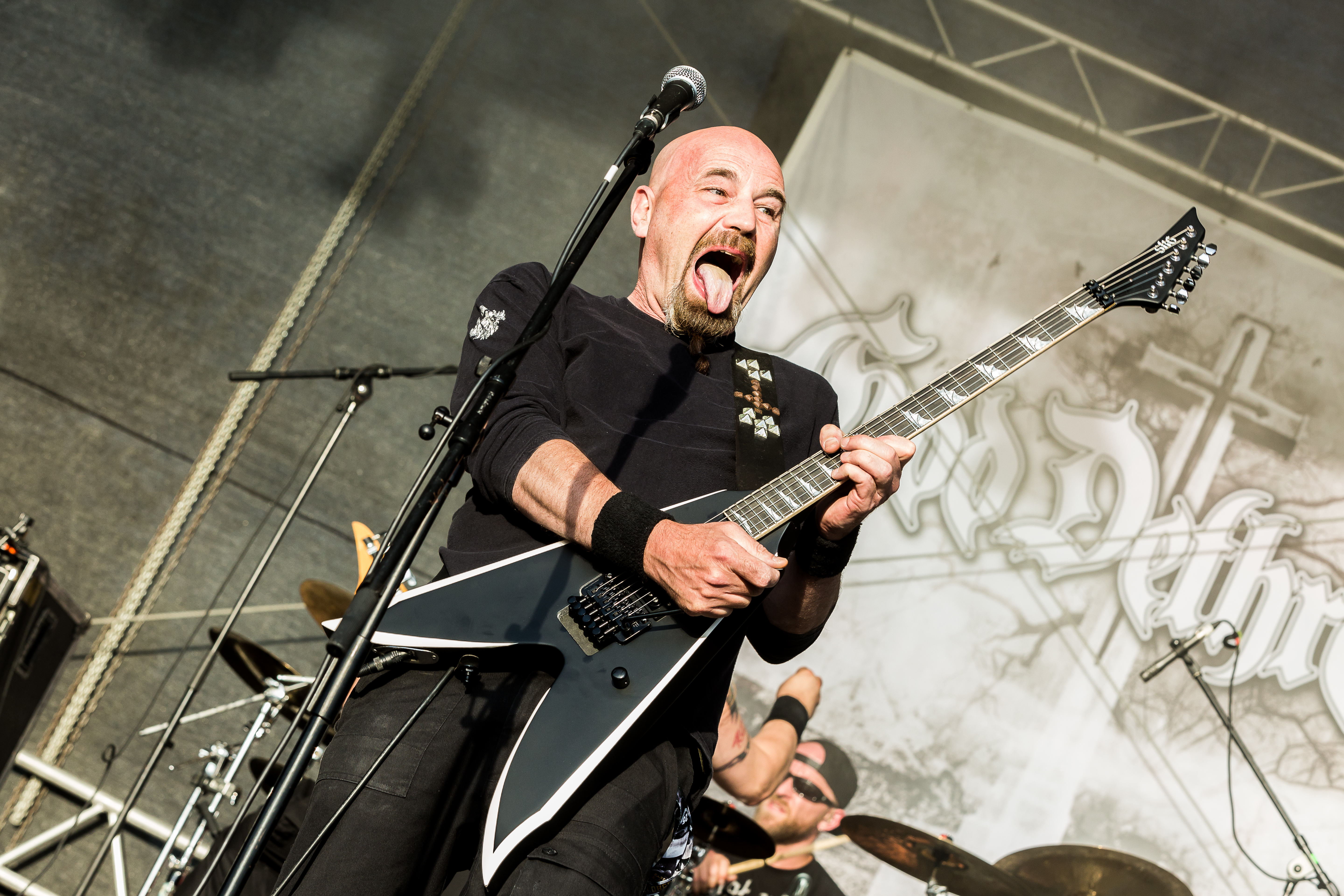
Sänger und Gitarrist Henri Sattler
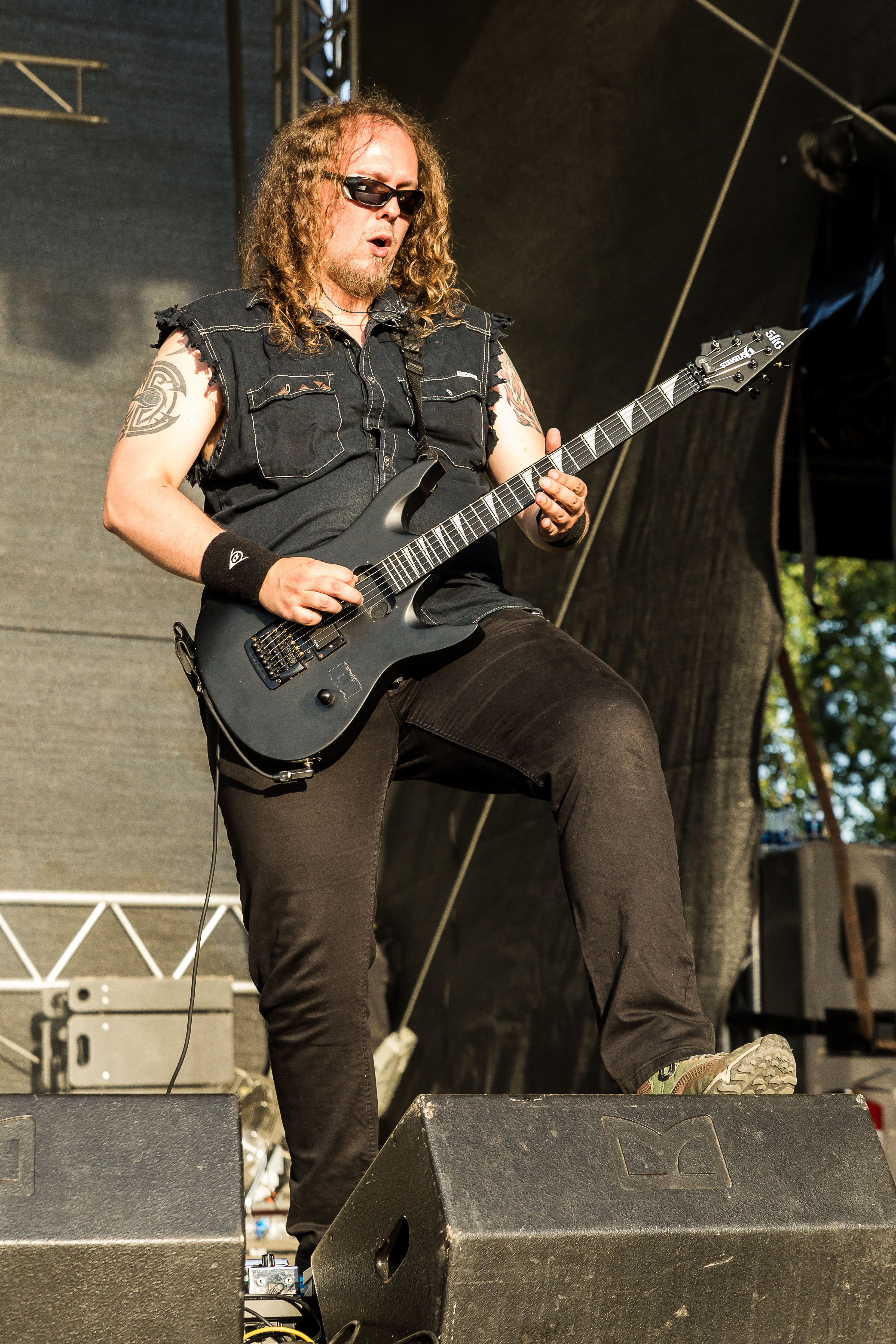
Gitarrist Mike Ferguson (bis 2019)
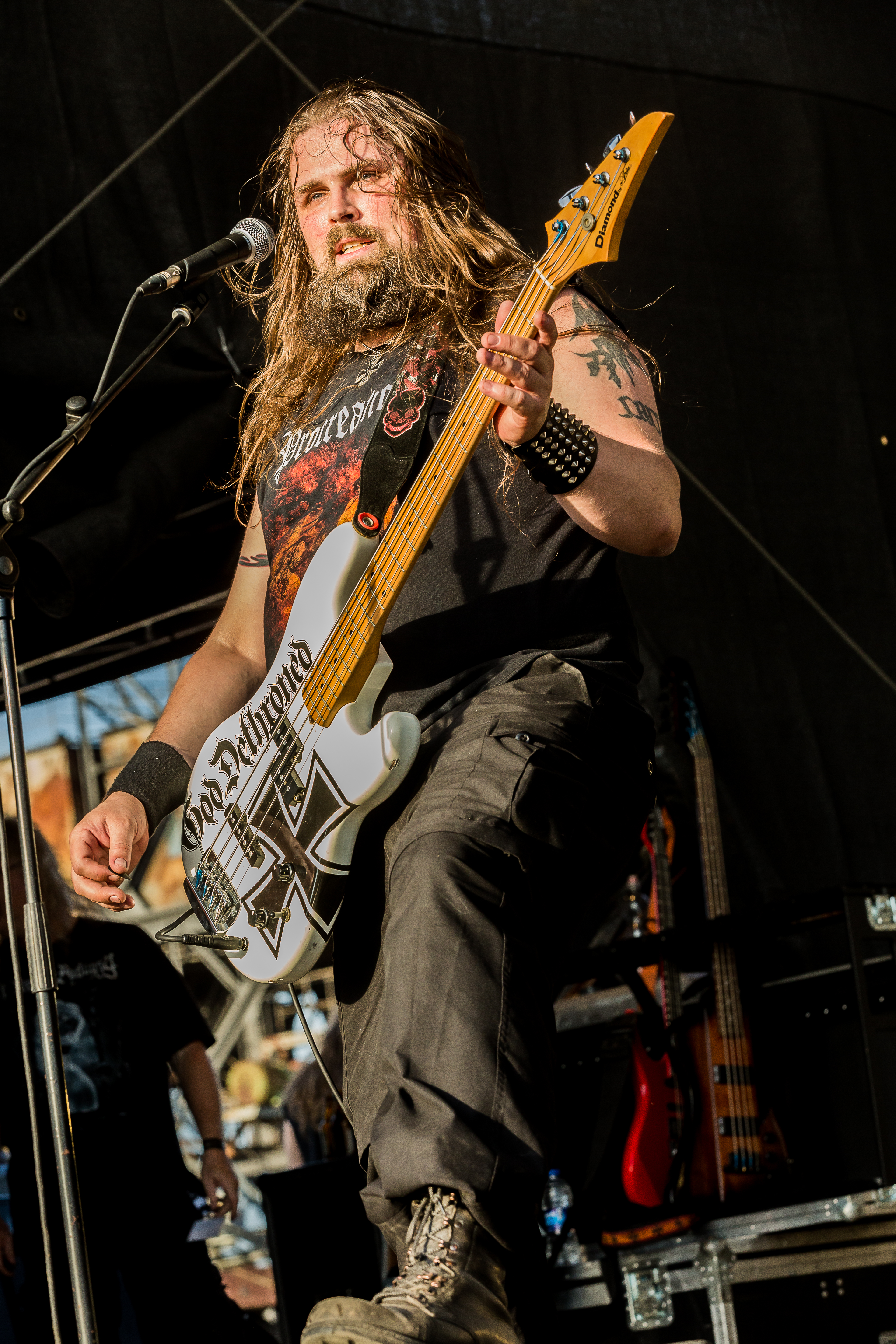
Bassist Jeroen Pomper
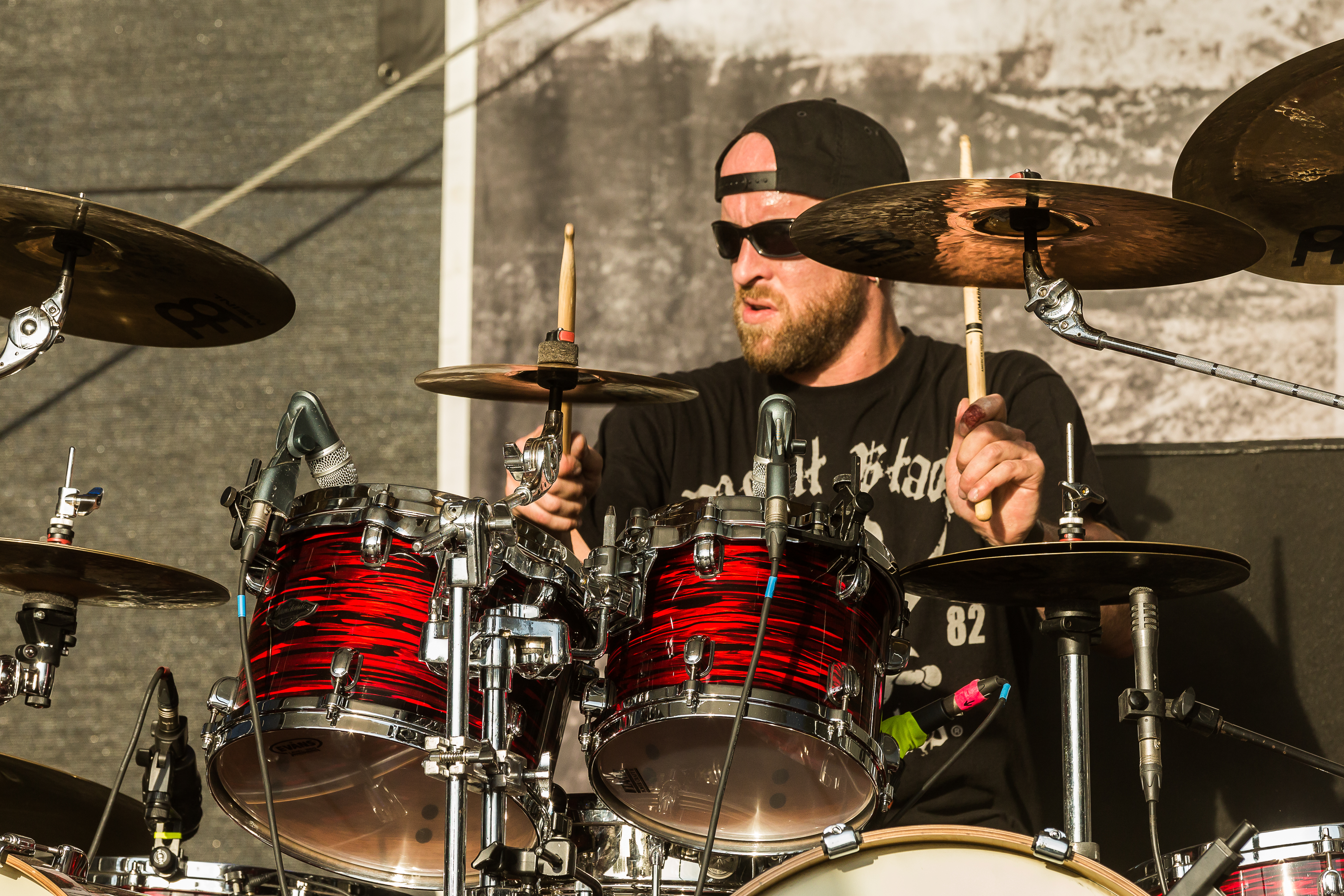
Schlagzeuger Michiel Van Der Plicht

## Diskografie
- 1992 – The Christhunt (Shark Records)
- 1997 – The Grand Grimoire (Metal Blade Records)
- 1998 – The Christhunt (Wiederveröffentlichung mit neuem Cover, Cold Blood Industries)
- 1999 – Bloody Blasphemy (Metal Blade Records)
- 2000 – The Ancient Ones (Cold Blood Industries)
- 2001 – Ravenous (Metal Blade Records)
- 2003 – Into the Lungs of Hell (Metal Blade Records)
- 2004 – The Lair of the White Worm (Metal Blade Records)
- 2006 – The Toxic Touch (Metal Blade Records)
- 2009 – Passiondale (Metal Blade Records)
- 2010 – Under the Sign of the Iron Cross (Metal Blade Records)
- 2017 – The World Ablaze (Metal Blade Records)
- 2020 – Illuminati (Metal Blade Records)
- 2024 – The Judas Paradox (Reigning Phoenix Music)